# Águeda Reynés Calvache
Águeda Reynés Calvache (Maó, 4 de febrer de 1967) és una política menorquina, diputada al Congrés dels Diputats en la XI i XII Legislatures.
Ha estudiat educació social en la UNED i ha treballat com a funcionària. Militant del Partido Popular, és secretària general de la junta de Maó. A les eleccions generals espanyoles de 2011 fou escollida batlessa de Maó. A les eleccions municipals espanyoles de 2015 fou desplaçada del càrrec per una coalició d'esquerres. Fou elegida diputada per Menorca a les eleccions generals espanyoles de 2015 i 2016.